# Wiktor Własow
Wiktor Własow (ur. 1951, zm. 20 lutego 2008) – rosyjski generał.
Od 2004 r., piastował stanowisko zastępcy szefa Służby Zakwaterowania i Wyposażenia Sił Zbrojnych Federacji Rosyjskiej, a od listopada 2007 r., jej szefa. Koordynował program budowy mieszkań dla żołnierzy. 20 lutego 2008 r., zastrzelił się w swoim gabinecie, według niepotwierdzonych informacji śmierć miała związek z nieprawidłowościami w sprzedaży lokali w centrum Moskwy lub z uchybieniami w prowadzonej przez niego służbie, które wykazała przeprowadzona kontrola. Wyjaśnieniem przyczyn samobójstwa Własowa zajął się Komitet Śledczy przy Prokuraturze Generalnej.